# Liste der Straßen und Plätze in Berlin-Haselhorst

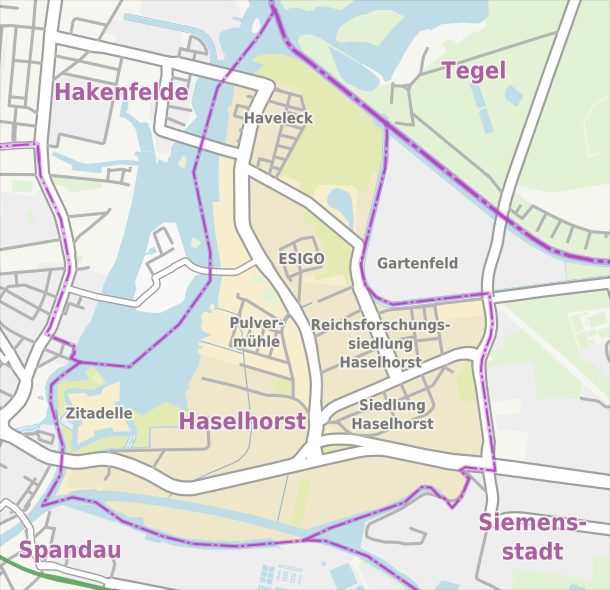
Übersichtskarte von Berlin-Haselhorst

Die Liste der Straßen und Plätze in Berlin-Haselhorst beschreibt das Straßensystem im Berliner Ortsteil Haselhorst mit entsprechenden historischen Bezügen. Die Zusammenstellung ist zudem Teil der Listen aller Berliner Straßen und Plätze.

## Überblick
Haselhorst hat 19.890 Einwohner (Stand: 31. Dezember 2023) und umfasst den Postleitzahlenbereich 13599.

### Lage der Straßen
Im Ortsteil befinden sich 70 gewidmete Straßen und ein „benannter“ Platz. Die summierte Länge der in der Liste beschriebenen Straßen beträgt 27,3 Kilometer. Acht der Straßen gehören auch zu den benachbarten Ortsteilen. Da der Ortsteil fast gänzlich von Wasser umgeben ist, liegen seine Grenzen meist in den Wasserläufen. An der Bezirksgrenze zu Reinickendorf in der Havel (etwa 40 Meter südlich von Valentinswerder) beginnend liegt die Begrenzung am Nordufer des Berlin-Spandauer Schifffahrtskanals (Grenze zu Tegel) und geht am Saatwinkler Steg nach Süden in den Alten Berlin-Spandauer Schifffahrtskanal (Grenze zu Siemensstadt) bis zur Gartenfelder Brücke. Nach Süden gehören die Gartenfelder Straße / Paulsternstraße bis einschließlich der Kreuzung Nonnendammallee und diese nach Westen bis Boltonstraße zum Ortsteil. Am Südrand der Boltonstraße (außerhalb) und den Großen Spreeweg (innerhalb) zum Ostende der Alten Spree, in deren Mitte zur Mitte der Spree und als Grenze zu Spandau zur Einmündung in die Havel. In der Mitte der Havel nach Norden um die Zitadelle. Ab Höhe der Hakenfelder Körnerstraße, Nordende der Zitadellenumlandung mit Eintritt in den Spandauer See als Grenze zu Hakenfelde nach Westen und 100 Meter nördlich der Bastion Brandenburg nach Nordosten, dann im Ostbogen durch den Spandauer See und östlich von Eiswerder und Pionierinsel weiter im Spandauer See (Havel) je 80 bis 100 Meter vom Haselhorster Ufer und in der Havelmitte weiter. Schließlich 90 Meter nordöstlich der Insel Großer Wall wieder an die Bezirksgrenze zu Reinickendorf (Tegel).
Die wichtigste Ost-West-Verbindung ist der Straßenzug Am Juliusturm – Nonnendammallee, ergänzt von der Gartenfelder Straße (aus Tegel und dem Saatwinkler Damm zuführend). Die Daumstraße, der Straßenzug Haselhorster Damm / Rhenaniastraße und die Paulsternstraße (in Verlängerung des Nordteils der Gartenfelder Straße) sind die wichtigsten Nord-Süd-Verbindungen. Die im Ortsteil liegenden Straßen Am Juliusturm, Daumstraße, Gartenfelder Straße (auf 430 Meter), Nonnendammallee, Paulsternstraße und der Ferdinand-Friedensburg-Platz gehören im Berliner Straßensystem zu den übergeordneten Straßenverbindungen (Kategorie II, etwa im Rang einer Landesstraße) und Ergänzungsstraßen in diesem System (Kategorie IV, vergleichbar einer Gemeindeverbindungsstraße) sind Gartenfelder Straße (1110 Meter), Haselhorster Damm, Kleine Eiswerderstraße, Pohleseestraße, Rhenaniastraße und Saatwinkler Damm.

### Entwicklung des Straßensystems
Das Haselhorster Ufer der Havel war im 19. Jahrhundert vollständig mit Rüstungsbetrieben bebaut, insbesondere mit der bereits 1722 auf dem Plan (Gebiet östlich der Zitadelle) angesiedelten Gewehrmanufaktur und der 1832–1837 von Moabit nach Haselhorst verlegten Königlichen Pulverfabrik. Diese waren von einem Festungswall umgeben, dessen Verlauf ungefähr der heutigen Daumstraße entsprach, die vor dem Festungswall verlief. Hinzu kam 1890 eine chemische Fabrik auf dem Salzhof.
Die einzige öffentliche Straße von Spandau aus war die Berliner Chaussee (westlicher Teil, heute Am Juliusturm). Nach der Abzweigung des Nonnendammes führte sie weiter (östlicher Teil, heute Gartenfelder Straße) zur Armee-Conserven-Fabrik (östlich der heutigen Küsterstraße) und dahinter weiter gradlinig als Königsdamm nach Moabit (heute nicht mehr existent). Vom Nonnendamm zur Konservenfabrik verlief der Schwarze Weg (heute Paulsternstraße) sowie nördlich davon ein Weg nach Tegel.
Erst 1895–1896 wurde die erste kleine Wohnsiedlung in Haselhorst errichtet, die Arbeiter-Kolonie des Militär-Fiskus und Arbeitersiedlung Haselhorst. Seit 1908 fuhr die die Elektrische Straßenbahn Spandau–Nonnendamm durch das noch weitgehend unbebaute Haselhorst, um Spandau mit der schnell wachsenden Siemensstadt zu verbinden. 1910 wurde Haselhorst aufgelöst und Spandau zugeschlagen. Fast alle Straßen wurden umbenannt, weil es bereits in Spandau gleichnamige Straßen gab. Mehrere Straßen erhielten Namen von Direktoren der Pulverfabrik oder Namen, die in Bezug zur Pulverfabrik standen. Die Kanalstraße ist heute die einzige Straße in Haselhorst, die vor 1910 benannt wurde. Am 17. April 1919 wurden alle Rüstungsbetriebe auf Grund eines Kabinettsbeschlusses geschlossen.
Zwischen 1931 und 1932 wurde die große Reichsforschungssiedlung Haselhorst errichtet, deren neu angelegte Straßen Namen von Städten aus Westfalen erhielten. Dazu kam der breite Haselhorster Damm, gebaut als Teil erster Teil einer Nord-Süd-Verbindung von Charlottenburg nach Hakenfelde, die niemals realisiert wurde. Die Einwohnerzahl wuchs sprunghaft, seit 1950 ist Haselhorst ein eigener Spandauer Ortsteil.
In den 1950er Jahren wurde die Wohnsiedlungen Haselhorst und ESIGO (Eigenheimsiedlungsgenossenschaft eG) angelegt, in der die Straßen nach lokalen Persönlichkeiten und Sozialreformern benannt wurden. Die Mietshäuser am 1961 erbauten Gorgasring erweiterten das Wohngebiet nach Süden. In den 1990er Jahren entstand auf dem ehemaligen Gelände der Pulvermühle das ,Quartier Pulvermühle‘, in dem die Straßen Namen von Schauspielerinnen tragen. Das im Rahmen der Wasserstadt mit (vorzugsweise) Einfamilienhäusern in den 2000er und 2010er Jahren angelegte ,Quartier Haveleck‘ nördlich davon hat Straßennamen von Seen in Brandenburg und Mecklenburg-Vorpommern.

## Übersicht der Straßen und Plätze
Die nachfolgende Tabelle gibt eine Übersicht über die vorhandenen Straßen und Plätze im Ortsteil sowie einige dazugehörige Informationen.
- Name/Lage: aktuelle Bezeichnung der Straße oder des Platzes. Über den Link Lage kann die Straße oder der Platz auf verschiedenen Kartendiensten angezeigt werden. Die Geoposition gibt die Lage der ungefähren Mitte der Straßenlänge an.
- Im amtlichen Straßenverzeichnis nicht aufgeführte Verkehrswege sind mit * gekennzeichnet.
- Ehemalige oder nicht mehr gültige Straßennamen sind kursiv gesetzt. Für bedeutende ehemalige Straßen oder historische Straßennamen ist gegebenenfalls eine gesonderte Liste vorhanden.
- Länge/Maße in Metern:
Die in der Übersicht enthaltenen Längenangaben sind  gerundete Übersichtswerte, die in Google Earth mit dem dortigen Maßstab ermittelt wurden. Sie dienen Vergleichszwecken und werden, sofern amtliche Werte bekannt sind, ausgetauscht und gesondert gekennzeichnet.
Bei Plätzen sind die Maße in der Form a × b für rechteckige Anlagen und für (ungefähr) dreieckige Anlagen als a × b × c mit a als längster Seite angegeben.
Sofern die Straße auch in benachbarte Ortsteile weiterführt, gibt der Zusatz ‚im Ortsteil‘ an, wie lang der Straßenabschnitt innerhalb des Ortsteils dieses Artikels ist.
- Namensherkunft: Ursprung oder Bezug des Namens.
- Anmerkungen: weitere Informationen über anliegende Baudenkmale oder Institutionen, die Geschichte der Straße und historische Bezeichnungen.
- Bild: Foto der Straße oder eines anliegenden Objektes.

| Name/Lage                              | Länge/Maße (in Metern) | Namensherkunft | Benennungs- datum | Anmerkungen | Bild                                                                                       |
| -------------------------------------- | ---------------------- | --- | ----------------- | --- | ------------------------------------------------------------------------------------------ |
| Adickesstraße (Lage)                   | 0650                   | Franz Adickes (1846–1915), Jurist und Kommunalpolitiker | 18. Feb. 1955     | Die vorherigen Namen waren Straße 691 und Straße 694. Sie wurden zur Erschließung der von 1954 bis 1956 erbauten Wohnsiedlung angelegt. Sie erinnert an Franz Adickes, Oberbürgermeister von Frankfurt am Main, den geistigen Vater des ersten Baulandumlegungsgesetzes (Lex Adickes) von 1902. |                                                                                            |
| Am Havelgarten (Lage)                  | 0630                   | nach den dort befindlichen Kleingärten | 15. Apr. 2001     | Die Straße führt von der Rhenaniastraße zur Straße An den Rohrbruchwiesen. Westlich befindet sich die Wasserstadt Oberhavel, östlich liegen die namensgebenden Kleingärten. |                                                                                            |
| Am Juliusturm (Lage)                   | 1640 (im Ortsteil)     | nach dem in der Nähe gelegenen Juliusturm auf der Zitadelle Spandau | 29. März 1939     | Der vorherige Name vor 1900 bis 1939 war Berliner Chaussee. Ein kurzer Teil der Straße verläuft in Spandau. Die Zitadelle, das Umspannwerk und die heutige BMW-Motorrad-Fabrik sind gelistete Baudenkmale. | Am Juliusturm                                                                              |
| Am Salzhof (Lage)                      | 0200                   | nach dem ehemaligen Platz zur Lagerung von Salztonnen für deren Verschiffung | 5. Apr. 2025      | Die Privatstraße erschließt die Wohnanlage Am Salzhof im Wohngebiet Wasserstadt Oberhavel. |                                                                                            |
| An den Haselbüschen (Lage)             | 0140                   | nach den hier zahlreich vorhandenen Haselbüschen | 30. Nov. 1998     | Die kurze Stichstraße führt zu der namensgebenden Kolonie. |                                                                                            |
| An den Rohrbruchwiesen (Lage)          | 0190                   | nach den Wiesen am Rohrbruch | 1. Sep. 2001      | Die Straße liegt in der Wasserstadt Oberhavel, Quartier Haveleck. Sie verläuft als Verlängerung der Daumstraße bis zur Straße Am Havelgarten. |                                                                                            |
| An der Spreeschanze (Lage)             | 0120                   | Spreeschanze, eine der Schanzen des Festungswerks um Spandau | 6. Jan. 1987      | Die Stichstraße führt in das Gewerbegebiet, auf dem sich die Spreeschanze befand, die früher Teil der ehemaligen Befestigungsanlagen der Festung Spandau war. |                                                                                            |
| Beetzseeweg (Lage)                     | 0350                   | Beetzsee, See im Stadtgebiet von Brandenburg an der Havel | 1. Sep. 2001      | Die Privatstraße liegt in der Wasserstadt Oberhavel, Quartier Haveleck. |                                                                                            |
| Berthold-Schwarz-Straße (Lage)         | 0180                   | Berthold Schwarz, Freiburger Franziskaner und Alchemist des 14. Jahrhunderts. Er soll um 1359 durch Zufall das Schwarzpulver entdeckt haben                                                               | 14. Okt. 1910     | Von 1900 bis 1910 hieß sie Moritzstraße. Nach der Eingemeindung nach Spandau erhielt sie ihren heutigen Namen. Der Bezug zum sagenhaften Erfinder des Schwarzpulvers wurde gewählt, weil die Kolonie Haselhorst bisher von der benachbarten Pulverfabrik verwaltet wurde. |                                                                                            |
| Boltonstraße (Lage)                    | 010 (im Ortsteil)      | Werner von Bolton (1868–1912), Chemiker und Werkstoffwissenschaftler | 15. Okt. 2003     | Zu Haselhorst gehört lediglich das Grundstück Nr. 15, der Rest liegt in Siemensstadt. Die Straße verbindet die Nonnendammallee mit der Otternbuchtstraße. Sie war vorher Teil der Motardstraße. |                                                                                            |
| Bootshausweg (Lage)                    | 0330                   | nach den hier gelegenen Bootshäusern | 2. Jan. 1973      | Am Westufer des Alten Berlin-Spandauer Schifffahrtskanals im Gebiet Hakenfelde wurden um 1960 von einigen Wassersportvereinen Bootshäuser angelegt, zu denen der Weg führt. |                                                                                            |
| Burscheider Weg (Lage)                 | 0600                   | Burscheid, Stadt in Nordrhein-Westfalen | 23. Nov. 1931     | Bei der Anlage trug sie den Namen Straße 2. Sie führt von der Riensbergstraße bis zur Daumstraße. Die Straße liegt in der Reichsforschungssiedlung Haselhorst. | Burscheider Weg                                                                            |
| Dabelowseestraße (Lage)                | 090                    | Dabelowsee, See in Mecklenburg-Vorpommern | 1. Sep. 2001      | Die Privatstraße liegt in der Wasserstadt Oberhavel, Quartier Haveleck. |                                                                                            |
| Dambecker-See-Weg (Lage)               | 080                    | Dambecker See, See in Mecklenburg-Vorpommern | 1. Sep. 2001      | Die Privatstraße liegt in der Wasserstadt Oberhavel, Quartier Haveleck. |                                                                                            |
| Daumstraße (Lage)                      | 2740                   | Gottfried Adolph Daum (1679–1743), Unternehmer, Begründer der Gewehrfabrik | 13. Mai 1929      | Die Straße verläuft von der Nonnendammallee bis zur Wasserstadtbrücke. Der Weg vor den Wällen der Pulverfabrik bestand bereits im 19. Jahrhundert, er wurde zum Erschließungsweg für die in den 1930er Jahren angelegt Reichsforschungssiedlung. Der nördliche Teil der Straße wurde in den 1990er Jahren als Verbindung nach Hakenfelde durch das Gebiet des Salzhofs trassiert. Dabei blieb die ursprüngliche Trasse zwischen Gartenfelder Straße und Lüdenscheider Weg erhalten. Die Gebäude der ehemaligen Pulverfabrik sind gelistete Baudenkmale. | Gebäude der ehemaligen Pulverfabrik · Nördlicher Teil der Daumstraße (höhe Rhenaniastraße) |
| Elisabeth-Flickenschildt-Straße (Lage) | 0340                   | Elisabeth Flickenschildt (1905–1977), Schauspielerin | 19. Feb. 1997     | Die Straße wurde 1997 neu angelegt und verläuft als Sackgasse vom Goldbeckweg abgehend. |                                                                                            |
| Elsa-Wagner-Straße (Lage)              | 0100                   | Elsa Wagner (1881–1975), Schauspielerin | 19. Feb. 1997     | Die Straße wurde 1997 neu angelegt und verläuft zwischen der Olga-Tschechowa-Straße und dem Grützmacherweg. |                                                                                            |
| Faucherweg (Lage)                      | 0420                   | Julius Faucher (1820–1878), Journalist und bedeutender Vertreter des Freihandels und Manchesterliberalismus                                                                                               | 18. Feb. 1955     | Sie wurde als Straße 696 angelegt und führt vom Simonring bis zur Gartenfelder Straße. Faucher bekämpfte bereits im 19. Jahrhundert das durch die Mietskasernen hervorgerufene Wohnungselend. |                                                                                            |
| Feldzeugmeisterstraße (Lage)           | 0230                   | Feldzeugmeister, zu Zeiten der Landsknecht-Heere der Oberbefehlshaber der Artillerie; nach dem Feldhauptmann und dem Feldmarschall war er der höchste Offizier des Heeres                                 | 1910              | Vor ihrer Umbenennung hieß sie Parkstraße. Da es in Spandau bereits eine Parkstraße gab, erhielt sie auf Vorschlag der Pulverfabrik den Namen Feldzeugmeisterstraße. Sie verbindet die Stöckelstraße und Riensbergstraße mit der Gartenfelder Straße. Die Arbeiter-Kolonie des Militär-Fiskus und Arbeitersiedlung Haselhorst ist ein gelistetes Baudenkmal. | Feldzeugmeisterstraße                                                                      |
| Ferdinand-Friedensburg-Platz (Lage)    | 0100 × 50              | Ferdinand Friedensburg (1886–1972), Politiker, Oberbürgermeister von Berlin | 16. Sep. 1987     | Der verkehrsreiche Platz am U-Bahnhof Haselhorst zwischen den beiden Fahrstreifen der Nonnendammallee/Am Juliusturm erhielt seinen Namen erst nachdem ein dagegen eingelegter Widerspruch abgewiesen worden war. |                                                                                            |
| Gartenfelder Straße (Lage)             | 1480 (im Ortsteil)     | Gartenfeld, Ortslage im Ortsteil Siemensstadt | 14. Okt. 1910     | Bis zur Eingemeindung hieß die traditionelle Verbindung nach Berlin Berliner Chaussee. Der östliche Abschnitt erhielt 1910 den heutigen Namen, der westliche Abschnitt wurde am 29. März 1939 zur Straße Am Juliusturm. Nach der Bildung der Stadtgemeinde Berlin wurde der sich im Norden anschließende Teil der Bernauer Straße zwischen dem Alten Berlin-Spandauer Schiffahrtskanal und der neuen Bezirksgrenze am 23. Juni 1924 in die Gartenfelder Straße einbezogen. Sie verläuft von der Daumstraße und bildet die Verlängerung der Paulsternstraße, bevor sie in die Bernauer Straße in Tegel übergeht. |                                                                                            |
| Glindowseestraße (Lage)                | 0150                   | Glindowsee, See im Stadtgebiet von Werder (Havel) in Brandenburg | 1. Sep. 2001      | Die Straße liegt in der Wasserstadt Oberhavel, Quartier Haveleck. |                                                                                            |
| Goldbeckweg (Lage)                     | 0560                   | Carl Friedrich von Goldbeck (1768–1867), Ritterschaftsdirektor, Gutsbesitzer des Rittergutes Haselhorst von 1844 bis 1859                                                                                 | 31. Juli 1954     | Die Straße entstand 1953 auf dem Gelände der ehemaligen Pulverfabrik als Straße 690. Sie verläuft zwischen Telegrafenweg und Daumstraße. Hier befindet sich das Oberstufenzentrum TIEM (Technische Informatik, Industrie-Elektronik, Energie-Management) |                                                                                            |
| Gorgasring (Lage)                      | 0900                   | Curt Gorgas (unbekannt–1945), Baumeister, ab 1931 technischer Direktor der ‚Gemeinnützigen Wohnungsbau-AG Groß-Berlin‘ (Gewobag).                                                                         | 6. Feb. 1961      | Gorgas leitete in den 1920er und 1930er Jahren den Bau der Großsiedlung Siemensstadt und der der Reichsforschungssiedlung. Die Straße führt in weitem Bogen von der Riensbergstraße bis zum Faucherweg. In der Nr. 1 und 2 liegen Teile der Arbeiter-Kolonie des Militär-Fiskus und Arbeitersiedlung Haselhorst. |                                                                                            |
| Großer Spreering (Lage)                | 0270 (im Ortsteil)     | nach der hier fließenden Spree | 23. Jan. 1964     | Die von der Boltonstraße abzweigende Stichstraße erschließt das Heizkraftwerk Reuter West. Lediglich der Teil zwischen Boltonstraße und Spreearm liegt in Haselhorst, der Rest in Siemensstadt. |                                                                                            |
| Grützmacherweg (Lage)                  | 0370                   | Grützmacher (unbekannt–1833), Oberamtmann, legte das Gut Haselhorst an | 31. Juli 1954     | Die Straße wurde als Straße 689 angelegt. Sie führt vom Goldbeckweg bis zur Romy-Schneider-Straße. Oberamtmann Grützmacher erwarb 1812 das bisher domänenfiskalische Vorwerk ‚Plan‘ und legte hier das Gut Haselhorst an. |                                                                                            |
| Haselhorster Damm (Lage)               | 0630                   | Haselhorst, Ortsteil des Berliner Bezirks Spandau | 9. Sep. 1931      | 1926 baute die Rhenania-Ossag (heute: Shell-AG) eine Verbindungsstraße von der Gartenfelder Straße zu ihrem neu errichteten Minaralöllager auf dem Salzhof. Im Zuge des südlichen Teils dieser Straße wurde bei der Bebauung der Reichsforschungssiedlung der Haselhorster Damm angelegt. Ursprünglich war ein Straßenzug geplant, der von Charlottenburg über Sternfeld, Haselhorst und das Rohrbruch die Havel am großen Wall überqueren und weiter nach Hakenfelde führen sollte. Daher wurde diese Straße entsprechend breit angelegt. Der vorherige Name war Straße 3. Sie verläuft von der Gartenfelder Straße bis zur Lünette, wo sie in die Rhenaniastraße übergeht. Die Weihnachtskirche ist ein gelistetes Baudenkmal. | Weihnachtskirche                                                                           |
| Huberweg (Lage)                        | 0210                   | Victor Aimé Huber (1800–1869), Sozialreformer und Schriftsteller | 18. Feb. 1955     | Die Straße 692 und Straße 693 wurden zum Huberweg zusammengelegt. Sie geht bogenförmig von der Adickestraße ab. Huber versuchte bereits um 1850 den Gedanken der Baugenossenschaft zu verwirklichen. |                                                                                            |
| Hunckemüllerweg (Lage)                 | 060                    | Bernardius Hunckemüller (18. Jh.), katholischer Pfarrer in Spandau | 1. Juli 1963      | Die kurze Siedlungsstraße geht von der Feldzeugmeisterstraße ab. Hunckemüller war von 1727 bis 1760 der erste katholische Pfarrer nach der Reformation. Für die neu erbaute Gewehrfabrik wurden Facharbeiter aus Belgien angeworben, die eine katholische Pfarrstelle als Bedingung ihrer Übersiedlung forderten. |                                                                                            |
| Kanalstraße (Lage)                     | 0140                   | nach dem Berlin-Spandauer Schifffahrtskanal | vor 1898          | Die Straße verbindet die Küsterstraße mit der Riensbergstraße und verläuft parallel zum namensgebenden Kanal. Die Häuser 4 und 6 gehören zur Reichsforschungssiedlung. |                                                                                            |
| Kindelseeweg (Lage)                    | 0300                   | nach dem Kindelsee in Glienicke/Nordbahn | 1. Sep. 2001      | Die Straße liegt im Entwicklungsbereich Wasserstadt Oberhavel, Quartier Pulvermühle. |                                                                                            |
| Kleine Eiswerderstraße (Lage)          | 0300                   | Eiswerder, Havelinsel, zu der die Straße führt | 1. Apr. 2002      | Die Straße liegt im Entwicklungsbereich Wasserstadt Oberhavel, Quartier Pulvermühle. Sie folgt dem Verlauf der bis dahin existierenden Daumstraße, die auf die Insel führt. Die Kleine Eiswerderbrücke und die Erweiterung der Königlichen Pulverfabrik sind gelistete Baudenkmale. | ehemalige Pulverfabrik                                                                     |
| Kölpinseeweg (Lage)                    | 0120                   | Kölpinsee, See in der Gemeinde Milmersdorf in der Uckermark | 1. Sep. 2001      | Der Weg liegt in der Wasserstadt Oberhavel, Quartier Haveleck. |                                                                                            |
| Küsterstraße (Lage)                    | 0330                   | Küster (unbekannt–1910), Generalmajor, Direktor der Pulverfabrik | 14. Okt. 1910     | Sie hieß vor ihrer Umbenennung Mauerstraße, da es in Spandau bereits eine gleichnamige Straße gab, wurde sie umbenannt. Küster war von 1873 bis 1893 Direktor der Pulverfabrik. Die Häuser 9–59 gehören zur Reichsforschungssiedlung. |                                                                                            |
| Lagerweg (Lage)                        | 0300 + 270 + 230       | nach den Lagerplätzen im hier liegenden Industriegebiet | 1. Aug. 1966      | Die Straße zweigt am Ferdinand-Friedenburg-Platz von der Straße Am Juliusturm ab und verzweigt sich in mehrere Arme. |                                                                                            |
| Langer-See-Straße (Lage)               | 0130                   | Langer See, See im Berliner Bezirk Treptow-Köpenick | 1. Sep. 2001      | Die Straße liegt in der Wasserstadt Oberhavel, Quartier Haveleck. |                                                                                            |
| Lilli-Palmer-Promenade (Lage)          | 0280                   | Lilli Palmer (1914–1986), Schauspielerin, Autorin und Malerin |                   | Die nur für Fußgänger und Radfahrer angelegte Promenade verläuft entlang dem Krienicke-Park zwischen der Elisabeth-Flickenschildt- und der Eiswerderstraße. |                                                                                            |
| Lüdenscheider Weg (Lage)               | 0370                   | Lüdenscheid, Stadt in Nordrhein-Westfalen | 23. Nov. 1933     | Der Weg hieß bei seiner Anlage Straße 1. Die Straße in der Reichsforschungssiedlung führt vom Haselhorster Damm zur Daumstraße. | Lüdenscheider Weg                                                                          |
| Lünette (Lage)                         | 0300                   | Von der Lünette (Festungsbauwerk) in Haselhorst, gebaut um 1850 und abgetragen um 1928, konnten am Knick des Alten Berlin-Spandauer Schifffahrtskanals beide Kanalabschnitte unter Feuer genommen werden. | 1. Juni 1968      | Die Straße wurde nördlich der ehemaligen Lünette angelegt und zweigt vom Haselhorster Damm ab. Die Häuser Lünette Nr. 1, 3 und 5 (Bildmitte) wurden um 1933 als Nordrand der Reichsforschungssiedlung Haselhorst gebaut und hatten vor dem Bau dieser Straße die Adressen Haselhorster Damm 67, 67a und 67b. |                                                                                            |
| Nonnendammallee (Lage)                 | 1000 (im Ortsteil)     | nach dem 1239 gegründeten und im 16. Jahrhundert aufgehobenen Benediktinerinnen-Kloster in Spandau | 2. Apr. 1914      | Die älteste Straße zwischen Spandau und Berlin führte südlich der Zitadelle entlang des Südufers der Spree, zur Jungfernheide, weiter über Moabit zum Spandauer Tor nach Berlin. Der durch die Spreeniederungen angelegte Damm führte durch die Ländereien des Spandauer Nonnenklosters. Die alte Straße Nonnendamm wurde mit dem Anlegen der großen Werksanlagen in Siemensstadt in den Jahren von 1906 bis 1913 ausgebaut und in einer Breite von 49 Metern angelegt. Sie erhielt dann laut Schreiben der Polizeiverwaltung Spandau an den Magistrat vom 2. April 1914 durch Umbenennung den Namen Nonnendammallee. Ein kurzer Abschnitt des alten Nonnendamms verlief noch bis zu seiner Entwidmung am 1. November 1960 über das Werksgelände von Siemens. Zu Haselhorst gehört der Abschnitt zwischen Ferdinand-Friedenburg-Platz und Paulsternstraße. Hier befinden sich mehrere Industriegebäude sowie ein Metro-Großmarkt. |                                                                                            |
| Olga-Tschechowa-Straße (Lage)          | 0270                   | Olga Tschechowa (1897–1980), russisch-deutsche Schauspielerin | 19. Feb. 1997     | Die Straße im ,Quartier Pulvermühle‘ führt von der Romy-Schneider-Straße bis zum Goldbeckweg. |                                                                                            |
| Paulsternstraße (Lage)                 | 0700 (im Ortsteil)     | Paul Stern, Besitzer des ehemaligen Gasthauses „Zum Güldenen Stern“ am Nonnendamm (später Paulstern) | 13. Mai 1929      | Von vor 1900 bis 1929 hieß sie Schwarzer Weg. Sie verläuft als Verlängerung der Gartenfelder Straße bis zur Nonnendammallee. Sie bildet auf ganzer Länge die Grenze zum Ortsteil Siemensstadt, das Straßenland und die Westseite liegen im Ortsteil. Im Nordwesten (ungerade Haus-Nummern ab 31) lag bis 2016 die „Kolonie Paulstern“, in der die Firma Siemens Gartenparzellen an Mitarbeiter verpachtete. Seit 2020 ist das Gelände mit einer Wohnanlage bebaut. |                                                                                            |
| Plauer-See-Straße (Lage)               | 080                    | Plauer See, See im Stadtgebiet von Brandenburg an der Havel | 1. Sep. 2001      | Die Straße liegt in der Wasserstadt Oberhavel, Quartier Haveleck. | Plauer-See-Straße                                                                          |
| Pohleseestraße (Lage)                  | 0110                   | Pohlesee, See im Süden des Berliner Bezirks Steglitz-Zehlendorf im Ortsteil Wannsee | 1. Sep. 2001      | Die Straße liegt in der Wasserstadt Oberhavel, Quartier Haveleck‘. Sie führt von der Daumstraße zur Spandauer-See-Brücke, die das Quartier Haveleck mit der Maselake-Halbinsel auf der westlichen Havelseite verbindet. |                                                                                            |
| Pulvermühlenweg (Lage)                 | 0330                   | nach der hier von 1839 bis 1919 vorhandenen Königlichen Pulverfabrik | 20. März 1929     | Die Straße im „Quartier Pulvermühle“ verläuft vom Goldbeckweg bis zu Romy-Schneider-Straße. Bei der baulichen Neugestaltung dieses Gebietes und nach der Fertigstellung der dort entstandenen Wohnsiedlung erhielt die in ihrem Lauf veränderte Straße am 31. Juli 1954 amtlicherseits erneut den Namen Pulvermühlenweg. Hier befand sich bis Mitte der 1990er Jahre die berüchtigte ‚Mau-Mau-Siedlung‘ für Spätheimkehrer, die für den Bau der Wasserstadt abgerissen wurde. | Pulvermühlenweg                                                                            |
| Quenzseeweg (Lage)                     | 080                    | Quenzsee, See im Stadtgebiet von Brandenburg an der Havel | 1. Sep. 2001      | Der als Privatstraße geführte Weg liegt in der Wasserstadt Oberhavel, Quartier Haveleck und Quartier Pulvermühle. |                                                                                            |
| Rheinsberger-See-Weg (Lage)            | 060                    | Rheinsberger See, See der Mecklenburgischen Seenplatte | 1. Sep. 2001      | Der Weg liegt in der Wasserstadt Oberhavel, Quartier Haveleck. |                                                                                            |
| Rhenaniastraße (Lage)                  | 1000                   | die Straße war ab 1926 die Zufahrt zum Tanklager der Ölfirma Rhenania-Ossag (später Shell) | 23. Nov. 1931     | Die Straße führt vom Haselhorster Damm zur Daumstraße. Sie folgt der alten Trasse zum Salzhof. An der Nordseite liegt die Kleingartenanlage neben dem Rohrbruchteich, an der Südseite liegen Maschinenhaus und Siebwerk 2 als geschützte Baudenkmale der ehemaligen Pulverfabrik. Die Straße wurde 1926 verlängert, aber in den 1990er Jahren mit der Planung des Quartiers Haveleck der Wasserstadt Oberhavel wieder auf die alte Länge verkürzt. Nur die Hausnummern 25, 35, 46 und 26–38 (gerade) werden noch verwendet, weitere Grundstücke wurden neu angelegten Straßen wie Am Havelgarten zugeordnet. |                                                                                            |
| Riensbergstraße (Lage)                 | 0380                   | Paul Riensberg (unbekannt–1925), nach 1900 Direktor der Pulverfabrik | 14. Okt. 1910     | Die Straße in der Arbeiter-Kolonie des Militär-Fiskus in der Reichsforschungssiedlung führt vom Gorgasring zum Saatwinkler Damm. Nach der Eingemeindung des Gutsbezirks Haselhorst in die Stadt Spandau beschloss am 14. Oktober 1910 der Spandauer Magistrat, die Schulstraße in Riensbergstraße umzubenennen. Am 9. September 1931 wurde auch die bisherige Turmstraße, die bis 1910 den Namen Wilhelmstraße trug, als nördliche Verlängerung in die Riensbergstraße einbezogen. Eine südliche Verlängerung bis zur Nonnendammallee wurde vor 1938 durch das damalige Kleingartengelände angelegt, aber 1961 mit der Anlage des Gorgasringes wieder aufgegeben, wodurch es bis heute in der Straße keine niedrigen Hausnummern gibt. |                                                                                            |
| Röddelinseeweg (Lage)                  | 080                    | Röddelinsee, See im Ortsteil Röddelin in der Stadt Templin | 1. Sep. 2001      | Die Privatstraße liegt in der Wasserstadt Oberhavel, Quartier Haveleck. | Röddelinseeweg                                                                             |
| Romy-Schneider-Straße (Lage)           | 0290                   | Romy Schneider (1938–1982), deutsch-französische Schauspielerin | 19. Feb. 1997     | Die Straße im Quartier Pulvermühle der Wasserstadt Oberhavel verläuft vom Grützmacherweg bis zum Pulvermühlenweg. |                                                                                            |
| Ruppiner-See-Straße (Lage)             | 0530                   | Ruppiner See, See in Brandenburg | 1. Sep. 2001      | Die Straße liegt in der Wasserstadt Oberhavel, Quartier Haveleck. |                                                                                            |
| Ruth-Stephan-Straße (Lage)             | 0150                   | Ruth Stephan (1925–1975), Schauspielerin und Kabarettistin | 19. Feb. 1997     | Die Straße im Quartier Pulvermühle verläuft von der Olga-Tschechow-Straße bis zum Grützmacherwg. |                                                                                            |
| Saatwinkler Damm (Lage)                | 0700 (im Ortsteil)     | Saatwinkel, Name einer im 18. Jahrhundert am westlichen Rand der Jungfernheide gegründeten Siedlerkolonie, heute zum Ortsteil Tegel gehörig                                                               | 19. Apr. 1918     | Die vorherigen Namen waren Am Spandauer Schiffahrtskanal (nach 1877–1918), Am Hohenzollernkanal (vor 1915–1918) und Saatwinkler Chaussee (um 1864–1925). Teile der Straße verlaufen in Siemensstadt und Charlottenburg-Nord. | Saatwinkler Damm                                                                           |
| Scharmützelseeweg (Lage)               | 0110                   | Scharmützelsee, See zwischen Frankfurt (Oder) und Berlin, südlich von Fürstenwalde/Spree | 1. Sep. 2001      | Der Weg liegt in der Wasserstadt Oberhavel, Quartier Haveleck. |                                                                                            |
| Schwerter Weg (Lage)                   | 0130                   | Schwerte, Stadt im Ruhrgebiet in Nordrhein-Westfalen | 25. Juni 1935     | Die vom Saatwinkler Damm abgehende Sackgasse liegt in der Reichsforschungssiedlung. |                                                                                            |
| Schwielowseestraße (Lage)              | 0250                   | Schwielowsee, See in der Gemeinde Schwielowsee und der Stadt Werder (Havel) | 1. Sep. 2001      | Die Straße liegt in der Wasserstadt Oberhavel, Quartier Haveleck. |                                                                                            |
| Simonring (Lage)                       | 0260                   | Simon, Direktor der Pulvermühle gegen Ende des 19. Jahrhunderts | 22. Okt. 1956     | Bis zur Eingemeindung 1910 hieß sie Spandauer Straße, danach von 1910 bis 1956 Simonstraße. Es war geplant, die Straße ringförmig weiter zu führen, weshalb sie ihren heutigen Namen erhielt. |                                                                                            |
| Sophienwerderweg (Lage)                | 1070 (im Ortsteil)     | Sophienwerder, Halbinsel knapp oberhalb der Mündung der Spree in die Havel im Ortsteil Haselhorst | 5. Juli 1960      | Die Straße führt von der Freiheit zum Spreeufer und bis zum Ende von Sophienwerder. Der östliche Abschnitt liegt in Spandau. An der Straße liegen einige Industriebetriebe, dort wo die Industrie ihre Standorte aufgegeben hat gewinnt die Natur wieder die Oberhand, ein baumbestandener Ufergürtel an der Spree. Am westlichen Ende der Straße liegt kurz vor dem Zusammenfluss von Spree und Havel ein Gebäude des Wasser- und Schifffahrtsamtes. Das östliche Ende geht ab dem Werkring in einen Waldweg über und endet am Hafen des Kraftwerks. |                                                                                            |
| Spandauer Havelpromenade (Lage)        | 0420                   | Promenade, Spazierweg entlang der Havel | 1. Sep. 2001      | Die Promenade liegt im Quartier Haveleck der Wasserstadt zwischen Daumstraße und Pohlseestraße. |                                                                                            |
| Stöckelstraße (Lage)                   | 0260                   | Stöckel (19. Jh.), Major, Direktor der Pulverfabrik von 1868 bis 1873 | 14. Okt. 1910     | Bis zur Eingemeindung 1910 hieß sie Mittelstraße. |                                                                                            |
| Stolpseeweg (Lage)                     | 0100                   | Stolpsee, See in Himmelpfort im Norden von Brandenburg | 1. Sep. 2001      | Die Straße liegt in der Wasserstadt Oberhavel, Quartier Haveleck. |                                                                                            |
| Strausseeweg (Lage)                    | 080                    | Straussee, See bei Strausberg | 1. Sep. 2001      | Die Privatstraße liegt in der Wasserstadt Oberhavel, Quartier Haveleck. |                                                                                            |
| Telegrafenweg (Lage)                   | 0770                   | nach dem 1938 von Siemens & Halske erbauten Telegrafenwerk | 20. März 1939     | Die Ende der 1920er Jahre angelegte Zufahrtsstraße zu den neu entstandenen Industriegrundstücken auf dem Gebiet der ehemaligen Pulvermühle erhielt 1939 ihren Namen, nachdem hier das Telegrafenwerk entstanden war. Das Verkohlungsgebäude der ehemaligen Königlichen Pulverfabrik Spandau ist ein gelistetes Baudenkmal. | Telegrafenweg                                                                              |
| Templiner-See-Straße (Lage)            | 0100                   | Templiner See, See zwischen Potsdam und Caputh | 1. Sep. 2001      | Die Straße liegt in der Wasserstadt Oberhavel, Quartier Haveleck. |                                                                                            |
| Therese-Giehse-Straße (Lage)           | 0150                   | Therese Giehse (1898–1975), Schauspielerin | 19. Feb. 1997     | Die Straße in Quartier Pulvermühle führt von der Olga-Tschechowa-Straße bis zum Grützmacherweg. |                                                                                            |
| Wittweseeweg (Lage)                    | 080                    | Wittwesee, See nördlich von Rheinsberg | 1. Sep. 2001      | Die Privatstraße liegt in der Wasserstadt Oberhavel, Quartier Haveleck. |                                                                                            |
| Woblitzseeweg (Lage)                   | 050                    | Woblitzsee, See nordöstlich der Stadt Wesenberg in Mecklenburg-Vorpommern | 1. Sep. 2001      | Die Straße liegt in der Wasserstadt Oberhavel, Quartier Haveleck. |                                                                                            |
| Wolzenseeweg (Lage)                    | 080                    | Wolzensee, See bei Rathenow | 1. Sep. 2001      | Die Privatstraße liegt in der Wasserstadt Oberhavel, Quartier Haveleck. |                                                                                            |
| Zernseestraße (Lage)                   | 0110                   | Großer Zernsee, See bei Werder (Havel) | 1. Sep. 2001      | Die Privatstraße liegt in der Wasserstadt Oberhavel, Quartier Haveleck. |                                                                                            |
| Zeuthener-See-Weg (Lage)               | 060                    | Zeuthener See, seeartige Verbreiterung des Flusses Dahme im Südosten Berlins | 1. Sep. 2001      | Die Privatstraße liegt in der Wasserstadt Oberhavel, Quartier Haveleck. |                                                                                            |
| Zitadellenweg (Lage)                   | 0900                   | nach der hier gelegenen Zitadelle Spandau | 3. Nov. 1938      | Die Straße verläuft in einem Gewerbegebiet zwischen der Zitadelle und der Straße Am Juliusturm und wurde vor ihrer Benennung ungewidmet als Fabrikstraße bezeichnet. Das Fabrikgebäude der Gewehrfabrik sowie mehrere weitere Gebäude sind gelistete Baudenkmale. | Zitadellenweg                                                                              |

## Weitere Örtlichkeiten von Haselhorst

### Kleingartenkolonien
- Wochenendsiedlung und Kleingartenanlage ‚Am Grützmacher Graben‘: Die Anlage ist vom Grützmachergraben durch einen 80 Meter breiten Gewerbestreifen getrennt. Mit der Anschrift Lagerweg 6–12 (Lage) ist im Kleingartenentwicklungsplan (KEP) sie unter 5008 aufgenommen, im Straßensystem mit der Straßennummer 6404 (RBS) markiert. Die 23 Kleingartenparzellen befinden sich auf 6.000 m² landeseigenem Land. Die KGA ‚Am Grützmachergraben‘ liegt zwischen Gewerbeflächen an der Spree (Ecke Alte Spree) und ist als fiktive Daueranlage in Stufe IIIa[24] zeitlich bis 2020 gesichert.[25] Wobei sich einige Pächter für die im Bezirk Spandau mögliche Form der Wochenendsiedlung entschieden haben, wodurch die Beschränkungen des Bundeskleingartengesetzes nicht mehr zutreffen.[26]

- Kolonie ‚Haselbusch‘ in der Rhenaniastraße 25 (Lage, KEP: 5027, RBS: 6426) ist eine dauerhaft[27] gesicherte Anlage auf 39.871 m² Landesfläche mit 109 Parzellen. Sie liegt zwischen und Rhenaniastraße. Bestimmt ist die Lage als Dauerkolonie im Osten des Ortsteils südlich der Rhenaniastraße durch die Begrenzung mit dem Erlenbruch am Grützmachergraben im Osten und der ESIGO-Siedlung im Westen (Huberweg).

- Kolonie ‚Hoffnung‘ (Lage): Im Kleingartenentwicklungsplan (KEP) als 5033 (RBS: 6457) geführt ist die Anlage mit zwölf Parzellen auf 6.515 m² Landesland lediglich zeitlich gesichert,[24] wobei die Schutzfrist zunächst auf das Jahr 2020 festgesetzt ist.[25] Mit der Adresse Gorgasring 17 liegt die Anlage neben der Ortsvermittlungsstelle (Gorgasring 15), den Wohnhäusern Gogasring 21–21b, zwischen einem Discountermarkt und dem OSZ Knobelsdorffschule nördlich der Nonnendammallee.

- Kolonie ‚Rhenania‘ (Lage): Im Kleingartenentwicklungsplan als 5051 und im Straßensystem unter 6639 aufgenommen. Die 114 Parzellen auf dem Grundstück Am Havelgarten 34 befinden sich auf 52.212 m² Landesfläche und sind als fiktive Dauerkleingärten durch die Aufnahme im Flächennutzungsplan (FNP) geschützt.[27] Die Gartenanlage liegt westlich von den KGA ‚Rohrbruchwiesen‘ und im Osten des Quartiers Haveleck des Planungsgebietes der Spandauer Wasserstadt. Im Süden liegt zur Rhenaniastraße die WES ‚Zingergarten‘ und die KGA ‚Salzhof‘. Die KGA wird In nord-südlicher Richtung vom Lilien-/ Gladiolenweg durchzogen und dazu querend Astern- und Rosenweg, sowie Festplatz und im östlichen Teil als Ring der Dahlenweg, übergeben ist die Anlage vom Wiesenweg.[28]

- Kolonien ‚Rohrbruchwiesen‘ (Lage). Diese Kleingartenanlagen besteht aus drei Abteilungen, die jeweils im Kleingartenentwicklungsplan (KEP) als fiktive Dauerkleingartenanlagen der Stufe Vb[27] nach Flächennutzungsplan dauerhaft gesichert sind. Die Gartenkolonien liegen im Nordosten des Ortsteils nördlich vom Rohrbruchteich (Rhenaniastraße/Bootshausweg) westlich der Feuchtwiese am Alten Berlin-Spandauer Schifffahrtskanal (gegenüber Gartenfeld). Diese drei Anlagen sind auch im Straße:
  - Rohrbruchwiesen I (KEP 5052) mit 73 Parzellen auf dem Grundstück Rhenaniastraße 26, 23.960 m² Landesfläche. Dieser südliche Teil (RBS 6675) mit Birken- und Tannenweg sowie dem Kolonieweg Am See grenzt direkt an den Rohrbruchteich.
  - Rohrbruchwiesen II (KEP 5053) auf dem Grundstück Rhenaniastraße 28 mit 21.233 m² Landesfläche und 62 Parzellen ist die mittlere der drei Kolonien (RBS 5964), von Norden nach Süden quer in der Anlage: Finken-, Drossel-, Amsel-, Starweg.
  - Rohrbruchwiesen III (KEP 5054) auf 28.004 m² des Grundstücks Rhenaniastraße 30 liegen 80 Parzellen. Diese nördliche Kolonie (RBS 5965) mit den Gartenwegen Tulpen-, Astern-, Lilien-, Veilchenweg grenzt an die WES Am Hohenzollernkanal und liegt nahe am Saatwinkler Steg zum Berlin-Spandauer Schifffahrtskanal.

- Kolonie ‚Salzhof‘ (Lage) liegt auf der Ortslage Salzhof[29][2] im Nordwesten des Ortsteils westlich der Rohrbruchwiesen, und 1961 waren am Ausgang des Berlin-Spandauer Schifffahrtskanal zur Havel bereits Kleingärten markiert.[30] Die KGA ‚Salzhof‘ ist im Kleingartenentwicklungsplan unter 05057 (RBS: 6663) als dauerhaft gesicherte Anlage[27] aufgeführt. Sie liegt nördlich vom Planungsgebiet Wasserstadt Oberhavel (Quartier Haveleck) im Westen an die Siedlung ‚Haveleck‘ und im Osten ‚Am Hohenzollernkanal‘ grenzend. Auf dem Grundstück Am Havelgarten 82 (vormals: Rhenaniastraße 5–7, 16/17) mit einer Fläche von 30.844 m² landeseigener Fläche bietet sie 83 Parzellen für Kleingartenfreunde. Die Gartenwege sind Spatzen-, Adler-, Lerchenweg, wobei der Erstgenannte in die WES ‚Haveleck‘ hineinführt und der letztere der östliche Zuführungsweg ist. Dabei besteht ein Abschnitt der KGA ‚Salzhof‘ nach Darstellung auf FIS-Broker[31] auch im Süden der KGA Rhenania an der Rhenaniastraße Ecke Wiesenweg (Lage) auf dem Grundstück Rhenaniastraße 38 (wobei hier wohl das Grundstück Rhenaniastraße 46 entwidmet wurde) mit einer Fläche von 10.034 m². Näheres zum vormals Salzhof ist unter Rhenaniastraße beschrieben.

- Kolonie ‚Sophienwerder‘ (Lage, KEP: 5064, RBS: 6718): Die Kleingartenanlage liegt mit sechs Parzellen auf dem privaten Grundstück Am Juliusturm 37–39 auf 2.930 m² und ist im Kleingartenentwicklungsplan als hoch gesichert eingestuft.[32]

### Wohnsiedlungen
Mehrere Vereine oder Gemeinschaften von Pächtern von KGA auf landeseigenem Pachtland im Bezirk Spandau entschlossen sich ihre Anlage nicht dem Bundeskleingartengesetz (Bewohnbarkeit, Laubengröße oder Baulandbeschränkungen) zu unterstellen, sondern ihre Kolonien zu einer Wochenendsiedlung nach Vereinsnutzungsrechten umzuwidmen.
- Wochenendsiedlung ‚Am Hohenzollernkanal‘ (RBS 9091, Lage) liegt mit 11.947 m² auf den Grundstücken Am Havelgarten 84 und 86.
- Wochenendsiedlung ‚Am Grützmachergraben‘: Die KGA ‚Am Grützmachergraben‘ besitzt nach den Angaben im amtlichen Plan einen gemischten Status, sodass ein Teil als Bauland einer Wochenendsiedlung gewidmet ist.
- Wochenendsiedlung ‚Haveleck‘ (Lage, RBS 5959) liegt am Nordrand des Ortsteils in günstiger Lage zur Havel am Ausgang des Berlin-Spandauer Schifffahrtskanals gegenüber der Insel Großer Wall
- Wochenendsiedlung ‚Weidegarten‘ (Lage, RBS 6808) liegt östlich der WES/KGA ‚Am Grützmachergraben‘ und reicht bis an die Spree, wird im Osten von Gewerbegebiet an der Alten Spree begrenzt. Zur Siedlung gehören die Bauland-Grundstücke Lagerweg 14, 16, 18 an der Westseite, 20a–20f im Süden und 22–26 (gerade) an der Ostseite der Zuführungsstraße.
- Wochenendsiedlung ‚Zingler-Gärten‘ (Lage, RBS 9967) liegt als Grundstück Rhenaniastraße 36 am Rand der KGA ‚Rhenania‘ mit dem zentralen Weg Im Grund auf 6052 m². Über den Wiesenweg hinweg liegt ostwärts der Rohrbruchteich.

### Parks und sonstige Anlagen

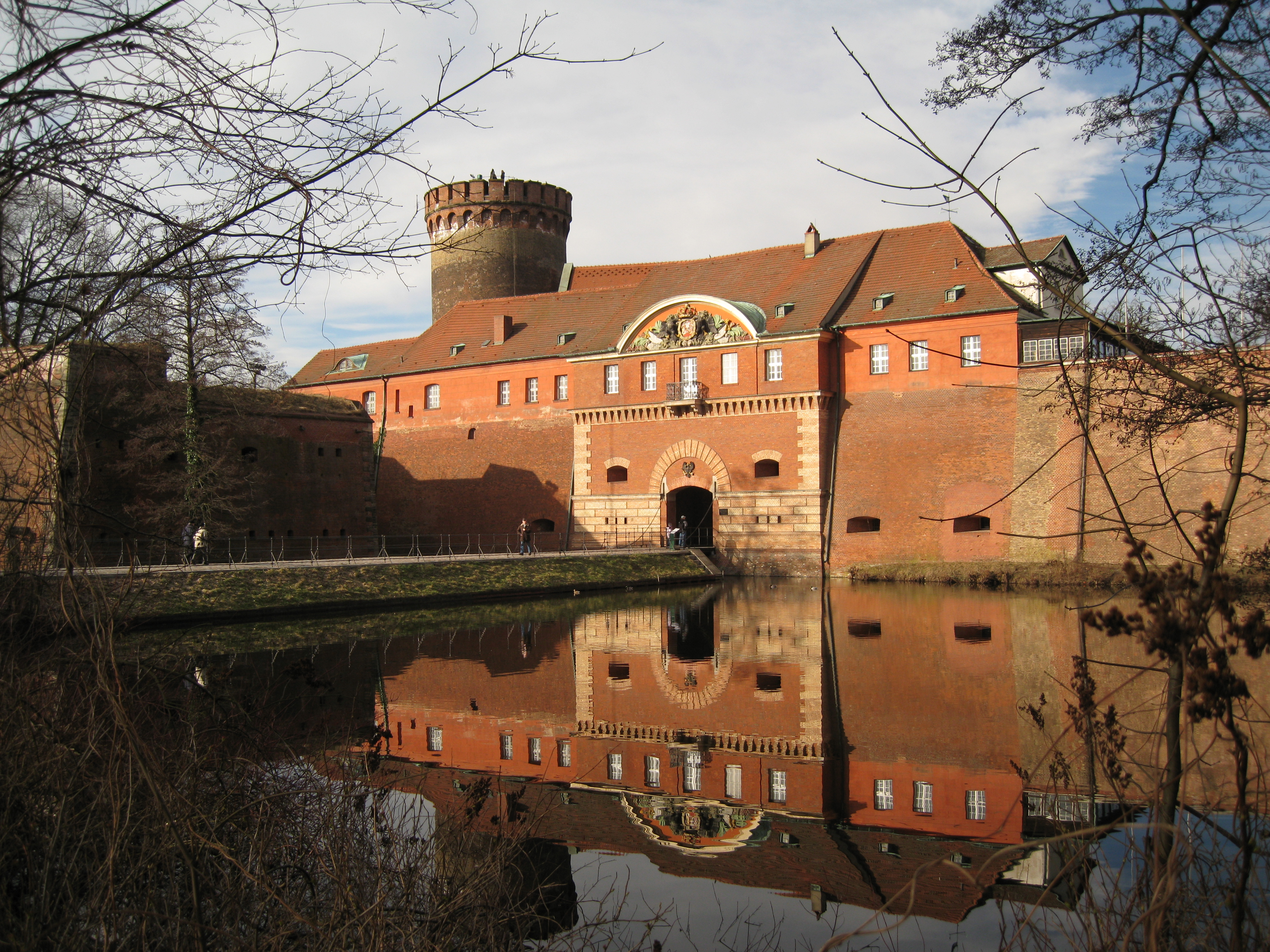
Zitadelle Spandau

- Reichsforschungssiedlung Haselhorst
- Grützmacherpark (Lage)
- Krienickepark (Lage)
- Zitadelle Spandau liegt im Westen des Ortsteils.
- Der „Quartierspark“ (Lage) ist ein neu angelegter Grünzug zentralliegend im Quartier Haveleck der Spandauer Wasserstadt zwischen Glindowseestraße im Norden und Plauer-See-Straße im Süden.